# Welle (Stendal)
Welle ist ein Ortsteil der Ortschaft Dahlen der Hansestadt Stendal im Landkreis Stendal in Sachsen-Anhalt, (Deutschland).

## Geographie
Welle, ein Straßendorf mit Kirche, liegt zwei Kilometer südlich von Dahlen und 8 Kilometer südlich von Stendal in der Altmark. Der Südwesten des Dorfes wird durch den Kriegsgrund-Graben entwässert.
Nachbarorte sind Dahrenstedt im Nordwesten, Heeren im Osten, Demker im Süden und Bellingen im Südwesten.
Welle und Dahrenstedt sind durch eine historische Birnbaum-Allee verbunden.

## Geschichte

### Mittelalter bis Neuzeit

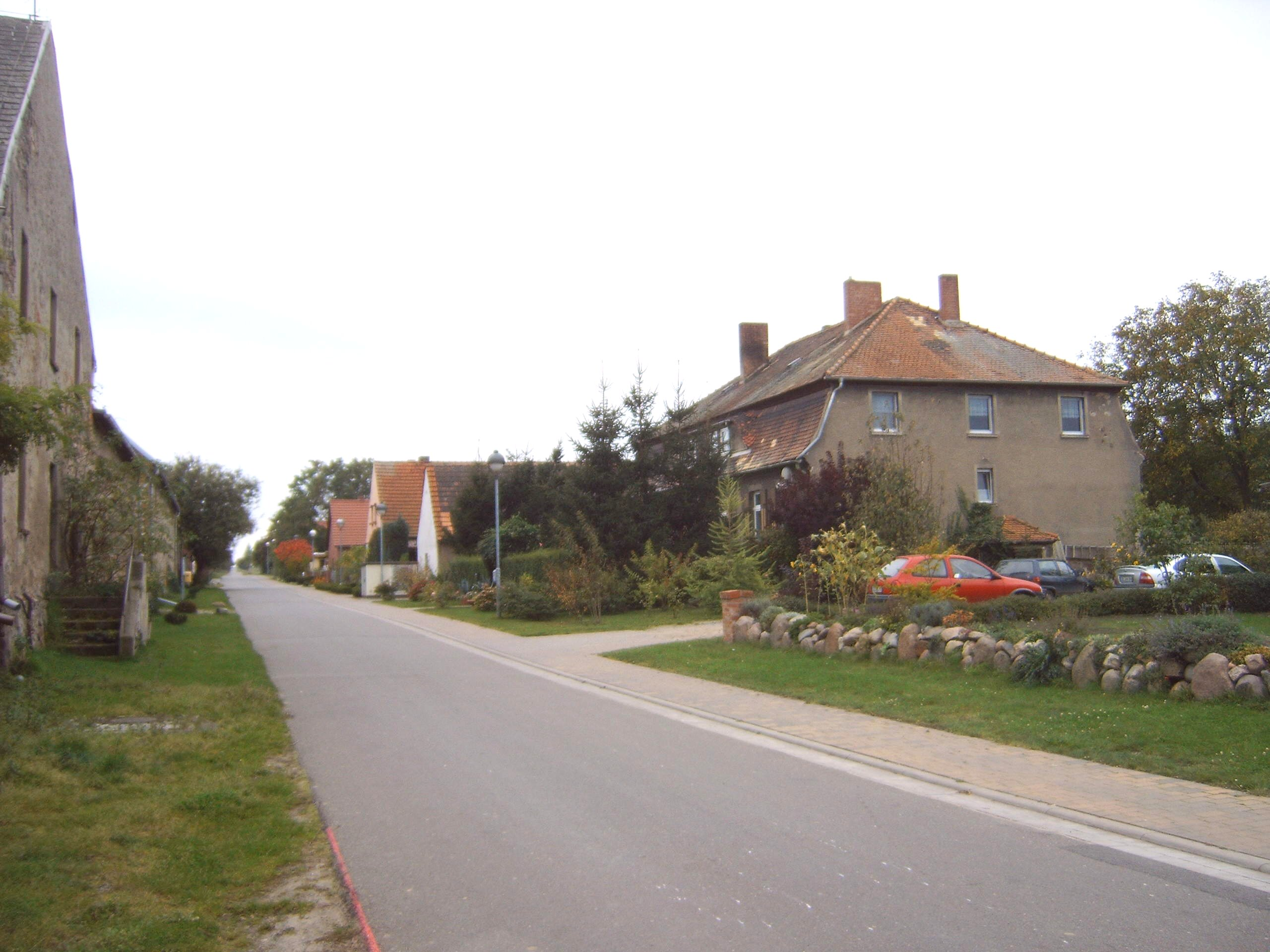
Weller Dorfstraße in Welle

Die erste Erwähnung des Dorfes stammt aus dem Jahre 1337 als in villa, dicta welle, als Markgraf Ludwig Hebungen aus Welle an Johann von Buch und Dietrich von Kerkow überließ. Im Landbuch der Mark Brandenburg von 1375 wird das Dorf Welle mit 16½ Hufen aufgeführt.
Eine gewisse Bedeutung erlangte der Ort mit der Einrichtung des Bismarck’schen Gutes Welle Ende des 18. Jahrhunderts.
Bei der Bodenreform wurden 1945 ermittelt: eine Besitzung über 100 Hektar hatte 360 Hektar, eine Besitzung unter 100 Hektar hatte 1 Hektar. 362 Hektar wurden entweignet und auf 33 Siedler aufgeteilt. Im Jahre 1959 entstand die erste Landwirtschaftliche Produktionsgenossenschaft, die LPG Typ III „Philipp Müller“. 1974 hatte sie sich an die LPG „Altmark“ Dahrenstedt angeschlossen, die 1991 in Liquidation ging.
Die Gutsanlage, so insbesondere das 1820 errichtete Gutshaus, ist erhalten und diente zeitweise als Stammsitz der Familie von Bismarck-Briest. Auf dem Gutshof fand bis 2012 regelmäßig ein Gartenfestival statt.

### Herkunft des Ortsnamens
Der Ortsname Welle kann abgeleitet werden vom althochdeutschen „wila“ und bezeichnet ein „einzelnes Haus“, mehrere Häuser heißen Weiler.

### Erste Erwähnung 1151 oder 1208
Der Historiker Peter P. Rohrlach weist darauf hin, dass sich die von einigen Autoren angeführte Erwähnung der Villa Welle aus dem Jahr 1151 auf das Dorf Wellen im Landkreis Börde bezieht. Auch die Zuordnung der Nennung dudeschen ville aus 1357 zu Welle lehnt Rohrlach ab. Somit ist auch die Annahme, dass Welle ursprünglich aus Deutsch-Welle und Wendisch-Welle bestanden habe, unzutreffend. Gudrun Walinda ordnet die Erwähnung von Fridericus de Welle im Jahre 1208 dem Dorf Welle zu.

### Eingemeindungen
Ursprünglich gehörten Gut und Dorf Welle zum Tangermündeschen Kreis der Mark Brandenburg in der Altmark. Zwischen 1807 und 1813 lagen beide im Landkanton Stendal auf dem Territorium des napoleonischen Königreichs Westphalen. Nach weiteren Änderungen gehörten Gut und  Gemeinde ab 1816 zum Kreis Stendal, dem späteren Landkreis Stendal.
Am 30. September 1928 wurde der Gutsbezirk Welle mit der Landgemeinde Welle vereinigt.
Am 25. Juli 1952 kam die Gemeinde Welle zum neuen Kreis Stendal. Am 1. Juli 1973 wurde Welle in die Gemeinde Dahlen eingemeindet. Dahlen wurde am 1. September 2010 nach Stendal per Gesetz eingemeindet. Seitdem gehört der Ortsteil Welle zur neu gebildeten Ortschaft Dahlen und zur Stadt Stendal.

### Einwohnerentwicklung

#### Dorf/Landgemeinde/Gemeinde/Ortsteil
| Jahr | Einwohner |
| ---- | --------- |
| 1734 | 09        |
| 1772 | 09        |
| 1790 | 51        |
| 1798 | 12        |
| 1801 | 67        |
| 1818 | 60        |
| 1840 | 62        |

| Jahr | Einwohner |
| ---- | --------- |
| 1864 | 063       |
| 1871 | 076       |
| 1885 | 096       |
| 1892 | [00]093   |
| 1895 | 106       |
| 1900 | [00]097   |
| 1905 | 025       |

| Jahr | Einwohner |
| ---- | --------- |
| 1910 | [00]098   |
| 1925 | 127       |
| 1939 | 111       |
| 1946 | 214       |
| 1964 | 137       |
| 1971 | 111       |
| 2013 | [00]85    |

| Jahr | Einwohner |
| ---- | --------- |
| 2014 | [00]86    |
| 2018 | [00]74    |
| 2019 | [00]76    |
| 2021 | [00]74    |
| 2022 | [00]74    |
| 2023 | [0]75     |

Quelle, wenn nicht angegeben, bis 1971:

#### Gut
Im Jahre 1798 lebten im ersten Gut 34 und im zweiten Gut 19 Einwohner. 1818 gab es nur noch ein Gut, das 1864 63 Einwohner und 1905 89 Einwohner hatte.

## Religion

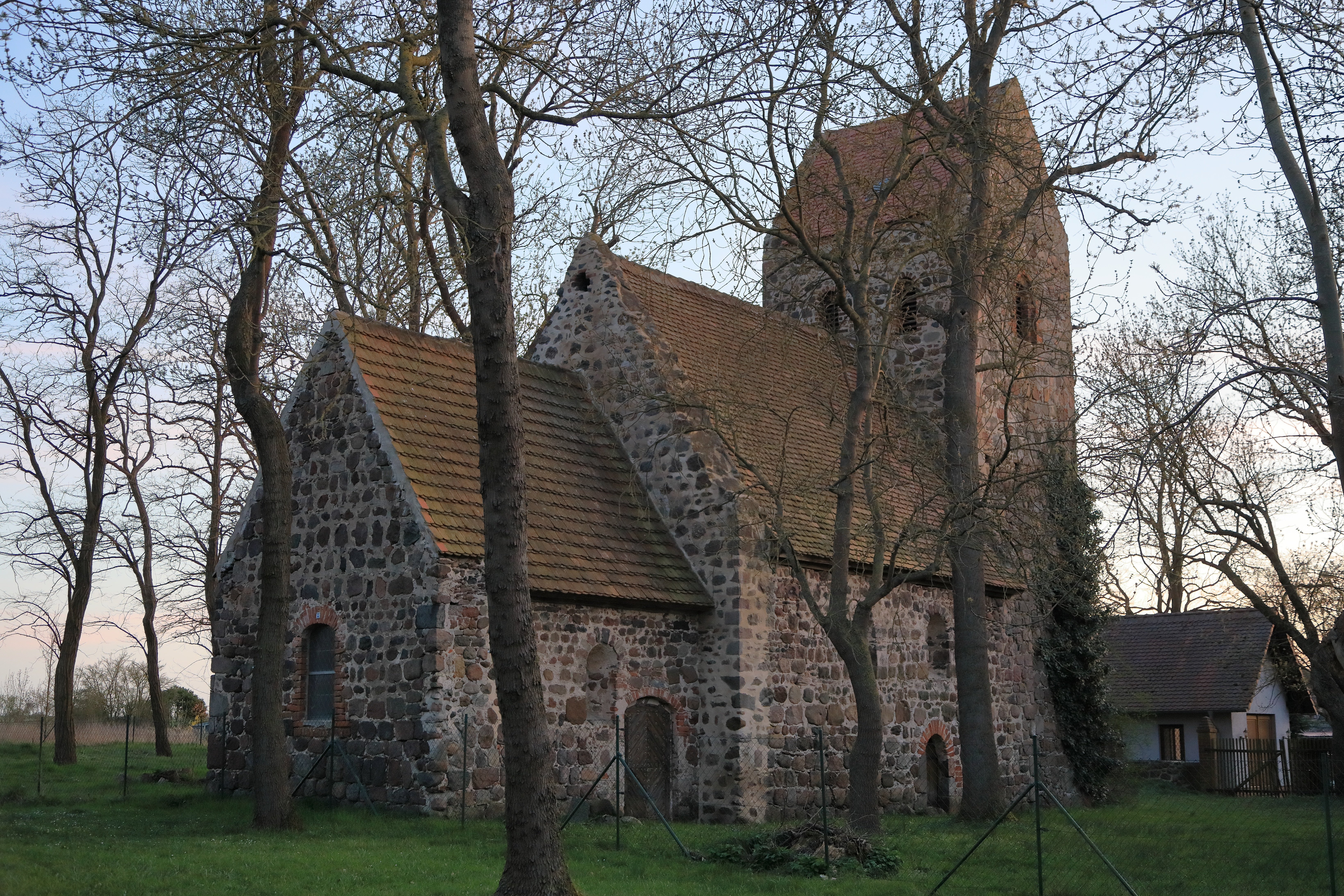
Ehemalige Gutskirche Welle

Die evangelische Kirchengemeinde Welle, die früher zur Pfarrei Elversdorf bei Demker gehörte, wird betreut vom Pfarrbereich Stendal, Süd-West im Kirchenkreis Stendal im Bischofssprengel Magdeburg der Evangelischen Kirche in Mitteldeutschland. Die ältesten überlieferten Kirchenbücher für Welle stammen aus dem Jahre 1655.
Die katholischen Christen gehören zur Pfarrei St. Anna in Stendal im Dekanat Stendal im Bistum Magdeburg.

## Kultur und Sehenswürdigkeiten

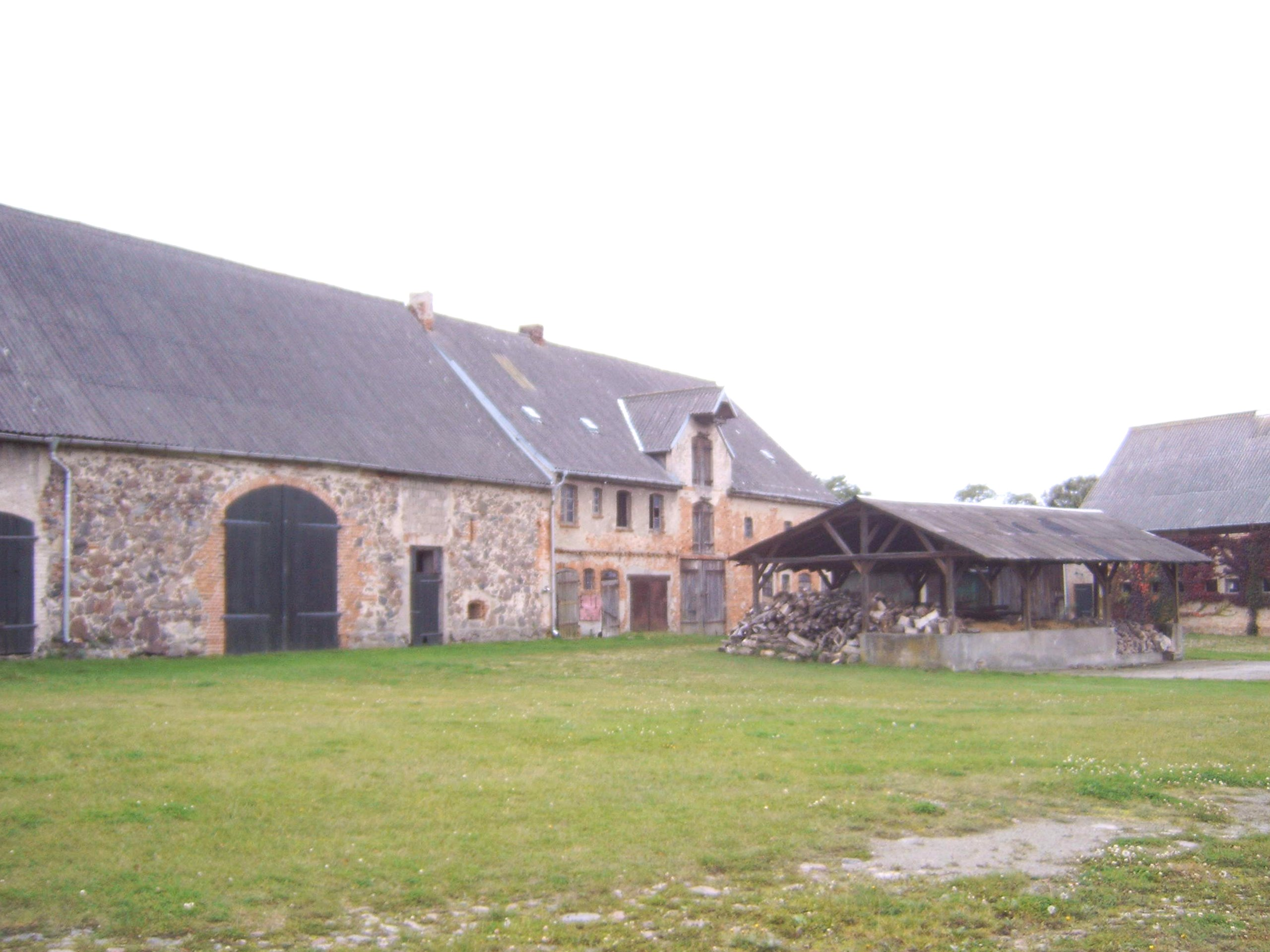
Rittergut Welle

- Die ehemals evangelische Gutskirche Welle ist ein flach gedeckter Feldsteinbau aus der zweiten Hälfte des 12. Jahrhunderts.[26] Die Kirche wurde seit Mitte der 1960er Jahre nicht mehr genutzt und aufgegeben. Seit 1965 fehlt die Innenausstattung. 1977 wurden die Dächer repariert und die Fenster zugemauert.[8]
- Der Ortsfriedhof ist auf dem Kirchhof.
- Das Rittergut Welle mit der Birnenallee nach Dahrenstedt und ein Wohnhaus in der Weller Dorfstraße stehen unter Denkmalschutz.[4]

## Sage
Der Chronist Christoph Entzelt berichtete 1579 von einer Schlacht zwischen dem Markgrafen Huder (Udo IV.) und dem Grafen Alberto zu Ascanien (Albrecht der Bär) in der Gegend. Als man auf einem Berg bei Welle und Dahrenstedt einen Weinberg anlegte, den heutigen Weinberg, fand man dort eine Grube „darinne unzehlich viel Menschenheupter und andere Anzeichen begrabener Kriegsleut“. Der Names des Flurstückes „Kriegsgrund“ südwestlich des Dorfes ist möglicherweise daraus entstanden.

## Verkehr
Es verkehren Linienbusse und Rufbusse von stendalbus.